# 向島 (山口県)
向島（むこうしま）は、山口県防府市南部の瀬戸内海上に浮かぶ島である。山口県防府市に属する。1950年に、島と本土とを結ぶ錦橋の開通により、事実上陸続きとなった。ちなみに錦橋は、中関水道を航行する船舶の妨げにならないよう、可動橋（旋回橋）となっている。

## 地勢・自然
面積は7.95 km2。最高峰は錦山（標高354 m）で、島は常緑広葉樹林に覆われている。
向島はタヌキ（ホンドタヌキ）の島としても有名で、1926年（大正15年）2月24日に「向島タヌキ生息地」として国の天然記念物に指定されており、指定当時には個体数は約2万頭と推定されているが、近年は錦橋の開通により野犬が増加し、その食害が要因で生息数は激減している（詳細は、タヌキ#人間の生活との関係の項を参照）。

## 公共施設
- 防府市役所向島出張所
- 防府市立向島小学校
  - 島内には中学校は無く、島外の華陽中学校が校区となる。1920年頃に植栽された正面玄関前の「防府市向島の寒桜」は山口県指定天然記念物で、2018年に日本花の会より新しい栽培品種に認定され、品種名は「ホウライザクラ（蓬莱桜）」と命名された[1][2]。

## 交通
- JR山陽本線防府駅南口6番より、防長バス小田港行き（終点までは約19分、本数が極めて少ないため要注意）